# Leon Piccard
Pour les articles homonymes, voir Piccard.

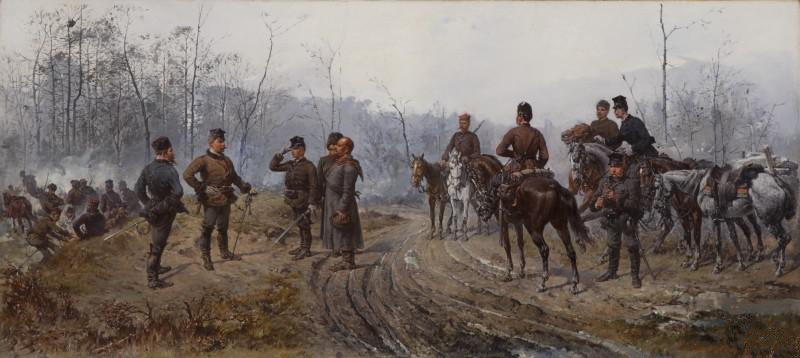
Leon Piccard - Scène de l'Insurrection de Janvier 1863

Leon Piccard, né en 1843 à Niemirów, Zhovkva, actuellement en Ukraine et mort en 1917 à Cracovie, est un dessinateur et peintre polonais de descendance française.

## Biographie
Il passe sa jeunesse près de Lubaczów. Il fait ses études à l'Académie des beaux-arts de Cracovie sous la tutelle de Władysław Łuszczkiewicz et de Feliks Szynalewski. Le 4 mai 1867 il entre à l'Académie des beaux-arts de Munich et en 1868 à l'Académie des beaux-arts de Vienne. A son retour il devient apprentis de Jan Matejko. Ses études terminées, il se lance dans la peinture historique à dimensions monumentales. Il se spécialise dans les scènes d'insurrections polonaises du XIXe siècle.
Avec son ami peintre Witold Pruszkowski il instaure à l'Église de la Nativité et de Saint Barthélemy dans le quartier de Mogila de Cracovie, la décoration murale suivant les cartons de son ancien maître Władysław Łuszczkiewicz.
Il expose ses tableaux à la Société des beaux-arts de Cracovie ainsi que dans la Galerie nationale d’art Zachęta à Varsovie.